# John C. Stennis Space Center
John C. Stennis Space Center (SSC) er den amerikanske rumfartsorganisation NASAs største anlæg til test og afprøvning af raketmotorer. Det er beliggende ved bredden af Pearl River i Hancock County i den sydøstlige del af Mississippi, på grænsen til Louisiana. Det dækker et areal på 55 km2.
Stedet blev indviet i december 1961 som Mississippi Test Operations, og skete med henblik på at teste motorer til Apollo-programmet. Fra 14. juni 1974 hed stedet National Space Technology Laboratories, et navn som fortsatte indtil 20. maj 1988, hvor centret blev opkaldt efter senator John C. Stennis.